# Узкая грань (фильм, 1990)
«Узкая грань» (англ. Narrow Margin) — американский триллер режиссёра Питера Хайамса. Картина является ремейком одноимённого фильма 1952 года режиссёра Ричарда Флейшера.

## Сюжет
Друзья Кэрол, одинокой молодой женщины, уговорили её пойти на «свидание вслепую». Пойдя туда, она оказывается единственной свидетельницей убийства Майкла Тарлоу — человека, с которым должна была встретиться. Вернувшись домой, она узнаёт из новостей, что Майкл был адвокатом известного гангстера Лео Уотса. Кэрол, узнавшая в одном из убийц Лео, поняв, что мафия не оставляет живых свидетелей, бежит в Канаду, в маленький горный домик. Прокурор Лос-Анджелеса Роберт Колфилд хочет вернуть её для дачи показаний в суде против Уотса. Но убийцы тоже нашли её убежище. Роберт и Кэрол едва успевают спастись из домика и сесть на поезд — единственное средство сообщения в тех местах. До ближайшего города примерно 20 часов, а убийцы находятся в том же поезде, правда они не знают, как выглядит свидетельница, но прекрасно знают прокурора, который не знает в лицо их. Колфилду необходима помощь пассажиров, но каждый из них может оказаться бандитом.

## В ролях
- Джин Хэкмэн — Роберт Колфилд
- Энн Арчер — Кэрол Ханникат
- Джеймс Сиккинг — Нэльсон
- Джеймс Уолш — Майкл Тарлоу
- Майкл Уолш — сержант Доминик Бэнти
- Харрис Юлин — Лео Уотс